# بخش مرکزی شهرستان جوانرود
بخش مرکزی شهرستان جوانرود یکی از بخش‌های تابعه شهرستان جوانرود در استان کرمانشاه در غرب ایران است.

## تقسیمات کشوری
- بخش مرکزی
  - دهستان پلنگانه
  - دهستان بازان

شهرها: جوانرود

## جمعیت
بنابر سرشماری مرکز آمار ایران، جمعیت بخش مرکزی شهرستان جوانرود در سال ۱۳۸۵ برابر با ۵۳۴۵۵ نفر بوده است.